# Parrocchie civili del Derbyshire
Questa è una lista delle parrocchie civili del Derbyshire, Inghilterra.

## Amber Valley
Parte di Alfreton non è coperta da parrocchie.
- Aldercar and Langley Mill
- Alderwasley
- Alfreton
- Ashleyhay
- Belper †
- Codnor
- Crich
- Denby
- Dethick and Holloway
- Duffield
- Hazelwood
- Heanor and Loscoe
- Holbrook
- Horsley
- Horsley Woodhouse
- Idridgehay and Alton
- Ironville
- Kedleston
- Kilburn
- Kirk Langley
- Mackworth
- Mapperley village
- Pentrich
- Quarndon
- Ravensdale Park
- Ripley
- Shipley
- Shottle and Postern
- Smalley
- Somercotes
- South Wingfield
- Swanwick
- Turnditch
- Weston Underwood
- Windley

## Bolsover
L'intero distretto è coperto da parrocchie.
- Ault Hucknall
- Barlborough
- Blackwell
- Clowne
- Elmton-with-Creswell
- Glapwell
- Newton
- Old Bolsover
- Pinxton
- Pleasley
- Scarcliffe
- Shirebrook
- South Normanton
- Tibshelf
- Whitwell

## Chesterfield
Parte di Chesterfield non è coperta da parrocchie.
- Brimington
- Staveley

## Derby
Derby non è coperta da parrocchie.

## Derbyshire Dales
L'intero distretto è coperto da parrocchie.
- Abney and Abney Grange
- Aldwark
- Alkmonton
- Ashbourne †
- Ashford in the Water
- Atlow
- Bakewell †
- Ballidon
- Baslow and Bubnell
- Beeley
- Biggin by Hulland
- Birchover
- Blackwell in the Peak
- Bonsall
- Boylestone
- Bradbourne
- Bradley
- Bradwell
- Brailsford
- Brassington
- Brushfield
- Callow
- Calver
- Carsington
- Chatsworth
- Chelmorton
- Clifton and Compton
- Cromford
- Cubley
- Curbar
- Darley Dale
- Doveridge
- Eaton and Alsop
- Edensor
- Edlaston and Wyaston
- Elton
- Eyam
- Fenny Bentley
- Flagg
- Foolow
- Frogatt
- Gratton
- Great Hucklow
- Great Longstone
- Grindleford
- Grindlow
- Harthill
- Hartington Middle Quarter
- Hartington Nether Quarter
- Hartington Town Quarter
- Hassop
- Hathersage
- Hazlebadge
- Highlow
- Hognaston
- Hollington
- Hopton
- Hulland
- Hulland Ward
- Hungry Bentley
- Ible
- Ivonbrook Grange
- Kirk Ireton
- Kniveton
- Lea Hall
- Little Hucklow
- Little Longstone
- Litton
- Longford
- Mapleton
- Marston Montgomery
- Matlock Bath
- Matlock Town
- Mercaston
- Middleton
- Middleton and Smerrill
- Monyash
- Nether Haddon
- Newton Grange
- Norbury and Roston
- Northwood and Tinkersley
- Offcote and Underwood
- Offerton
- Osmaston
- Outseats
- Over Haddon
- Parwich
- Pilsley
- Rodsley
- Rowland
- Rowsley
- Sheldon
- Shirley
- Snelston
- Somersal Herbert
- South Darley
- Stanton
- Stoney Middleton
- Sudbury
- Taddington
- Tansley
- Thorpe
- Tideswell
- Tissington
- Wardlow
- Wheston
- Winster
- Wirksworth
- Yeaveley
- Yeldersley
- Youlgreave

## Erewash
Ilkeston e parte di Long Eaton non sono coperte da parrocchie.
- Breadsall
- Breaston
- Dale Abbey
- Draycott and Church Wilne
- Hopwell
- Little Eaton
- Morley
- Ockbrook and Borrowash
- Risley
- Sandiacre
- Sawley (2000)
- Stanley and Stanley Common
- Stanton by Dale
- West Hallam

## High Peak
Buxton e Glossop non sono coperte da parrocchie.
- Aston
- Bamford
- Brough and Shatton
- Castleton
- Chapel en le Frith
- Charlesworth
- Chinley, Buxworth and Brownside
- Chisworth
- Derwent
- Edale
- Green Fairfield
- Hartington Upper Quarter
- Hayfield
- Hope
- Hope Woodlands
- King Sterndale
- New Mills
- Peak Forest
- Thornhill
- Tintwistle
- Whaley Bridge
- Wormhill

## North East Derbyshire
L'intero distretto è coperto da parrocchie.
- Ashover
- Barlow
- Brackenfield
- Brampton
- Calow
- Clay Cross
- Dronfield
- Eckington
- Grassmoor, Hasland and Winswick
- Heath and Holmewood
- Holmesfield
- Holymoorside and Walton
- Killamarsh
- Morton
- North Wingfield
- Pilsley
- Shirland and Higham
- Stretton
- Sutton-cum-Duckmanton
- Temple Normanton
- Tupton
- Unstone
- Wessington
- Wingerworth

## South Derbyshire
Swadlincote non è coperta da parrocchie.
- Ash
- Aston upon Trent
- Barrow upon Trent
- Barton Blount
- Bearwardcote
- Bretby
- Burnaston
- Calke
- Castle Gresley
- Catton
- Cauldwell
- Church Broughton
- Coton in the Elms
- Dalbury Lees
- Drakelow
- Egginton
- Elvaston
- Etwall
- Findern
- Foremark
- Foston and Scropton
- Hartshorne
- Hatton
- Hilton
- Hoon
- Ingleby
- Linton
- Lullington
- Marston on Dove
- Melbourne
- Netherseal
- Newton Solney
- Osleston and Thurvaston
- Overseal
- Radbourne
- Repton
- Rosliston
- Shardlow and Great Wilne
- Smisby
- Stanton by Bridge
- Stenson Fields
- Sutton on the Hill
- Swarkestone
- Ticknall
- Trusley
- Twyford and Stenson
- Walton upon Trent
- Weston upon Trent
- Willington
- Woodville